# Rhabdomastix (Rhabdomastix) unipuncta
Rhabdomastix (Rhabdomastix) unipuncta is een tweevleugelige uit de familie steltmuggen (Limoniidae). De soort komt voor in het Neotropisch gebied.